# Georges St-Pierre
Georges St-Pierre (francouzská výslovnost [ʒɔʁʒ sɛ̃ pjɛʁ]; přezdívka "Rush" nebo "GSP"; narozen 19. května 1981) je franko-kanadský bojovník ve smíšených bojových uměních (MMA) a bývalý šampion welterové váhy v prestižní organizaci UFC. Podle serveru Sherdog a dalších vlivných magazínů byl nejlepším bojovníkem ve své váhové kategorii. Zároveň je považován za 2. nejlepšího zápasníka v MMA bez rozdílu vah. V UFC si v listopadu 2012 vybojoval zpět titul, jehož dočasným držitelem byl Carlos Condit a St-Pierre o něj vinou zranění přišel. V letech 2008, 2009 a 2010 byl sportovním kanálem Sportsnet jmenován Kanadským atletem roku.
St-Pierre je komplexním bojovníkem bez slabin.[zdroj⁠?!] Má skvělý box, kickbox, zápas i boj na zemi.[zdroj⁠?!] Jeho silnou stránkou je vynikající fyzička, taktická příprava a "chytrý" styl boje.[zdroj⁠?!] Začínal s karate, v němž je držitelem 3. danu. Dále má černý pásek v brazilském jiu jitsu a gaidojutsu. St-Pierre dokázal porazit všechny špičkové bojovníky své váhové kategorie (Carlos Condit, Jake Shields, Josh Koscheck, Dan Hardy, Thiago Alves, B.J. Penn, Matt Hughes, Matt Serra a Jon Fitch).[zdroj⁠?!] Porazili ho pouze Matt Hughes a Matt Serra, nicméně oběma dokázal oplatit stejnou mincí.

## Návrat do oktagonu
Po těsném vítězství nad Johnym Hendricksem a zároveň devátou titulovou obhajobou a dvanáctou výhrou v řadě se Kanaďan rozhodl ukončit kariéru. O čtyři roky později se ale vrátil do klece a to rovnou se šampionem střední váhy Michaelem Bispingem. V prvním a druhém kole měl lehce navrch GSP. Ve třetím kole se Georgesovi podařilo dobře trefit a Bisping šel k zemi. Pomocí Ground and pound donutil Bispinga aby mu nabídl dominantní pozici ze které ho GSP ukončil a zároveň i uspal na rear naked choke. Střední váha tedy získala nového šampiona který se ale titulu vzdal protože měl střevní potíže. Titul tedy získal vyzyvatel číslo 1. v žebříčcích této váhy Robert Whittaker který potvrdil že je aktuálně nejlepším bojovníkem střední divize vítězstvím nad Yoelem Romerem, a to rovnou dvakrát.
Jeho zápasová bilance je 26 výher (z toho 8 knockoutem a 6 vzdáním) a 2 porážky (1 knockoutem a 1 vzdáním).
Georges St-Pierre měří 178 cm, váží 77 kg a rozpětí paží má 193 cm.[zdroj⁠?!]
21. února 2019 Georges St-Pierre oficiálně ohlásil svůj odchod do důchodu.